# Sulamith Wülfing
Sulamith Wülfing (Elberfeld, 11 januari 1901 - 1989) was een Duits kunstenares en illustrator. Ze werd vooral bekend door haar veelal sprookjesachtige afbeeldingen van mythische en religieuze onderwerpen.

## Leven
Wülfing werd geboren in Elberfeld, Duitsland als dochter van een directeur van een postkantoor en zelfbenoemd theoloog. Haar ongebruikelijke naam Sulamith (de geliefde van Salomo) is haar gegeven door haar diepgelovige vader. Omdat de familie Wülfing tot de hoge middenklasse behoorde werden ze getreiterd door de lagere klassen uit de stad. Op een dag kwamen de eenjarige Sulamith en haar vader bijna om bij zo'n pesterij door een vallende steen. Daarop besloot het gezin in de buitengebieden diep in de natuur te gaan wonen. De jonge Sulamith dacht dat haar gezin de enige mensen waren op de wereld en kreeg al jong visioenen over mythische wezens.
Haar man Otto was eveneens kunstenaar en docent. Hij heeft daarnaast veel bijgedragen aan de oprichting van de uitgeverij.
Het werk van Sulamith Wülfing wordt vaak omschreven als sprookjesachtig en mysterieus. Hoewel de meeste van haar illustraties niet zozeer over sprookjes gaan is haar bekendste werk een geïllustreerde versie de kleine zeemeermin.
- Biblioteca Nacional de España: XX1595855
- Catàleg d'autoritats de noms i títols de Catalunya: 981058528400406706
- Gemeinsame Normdatei: 118635417
- International Standard Name Identifier: 0000 0001 0999 0328
- Library of Congress Control Number: n79042792
- MusicBrainz: 4f2105d8-8316-4741-9644-ff9ed137b7c2
- Nationale Bibliotheek van Israël: 987007312116705171
- Nederlandse Thesaurus van Auteursnamen: 068761007
- RKD-Nederlands Instituut voor Kunstgeschiedenis: 274709
- Union List of Artist Names: 500063735
- Virtual International Authority File: 93933938
- WorldCat: E39PBJx8BktMT33pB38Bj7HcT3